# Resolución 47 del Consejo de Seguridad de las Naciones Unidas
La Resolución 47 del Consejo de Seguridad de las Naciones Unidas, adoptada el 21 de abril de 1948, se refiere a la resolución del conflicto de Cachemira. Después de escuchar los argumentos tanto de la India como de Pakistán, el Consejo aumentó el tamaño de la Comisión establecida por la Resolución 39 del Consejo de Seguridad de las Naciones Unidas a cinco miembros (con representantes de Argentina, Bélgica, Colombia, Checoslovaquia y los Estados Unidos), instruyó a la Comisión para que fuera al subcontinente y ayudara a los gobiernos de la India y Pakistán a restaurar la paz y el orden en la región y a prepararse para un plebiscito para decidir el destino de Cachemira.
En segundo lugar, la Resolución recomendó un proceso de tres pasos para la resolución de la disputa. En el primer paso, se pidió al Pakistán que retirara a todos sus nacionales que entraron en Cachemira para luchar. En el segundo paso, se pidió a la India que redujera progresivamente sus fuerzas al nivel mínimo requerido para mantener el orden público. En la tercera etapa, se pidió a la India que nombrara a un administrador de plebiscitos designado por las Naciones Unidas que llevara a cabo un plebiscito libre e imparcial.
Se aprobó la resolución párrafo por párrafo; no se procedió a votación sobre la resolución en su conjunto.
Tanto la India como Pakistán presentaron objeciones a la Resolución. Sin embargo, acogieron con agrado la mediación de la Comisión de la ONU. A través de su mediación, la Comisión amplió y modificó la Resolución del Consejo de Seguridad, adoptando dos resoluciones propias, que fueron aceptadas tanto por India como por Pakistán. Posteriormente, la Comisión logró un alto el fuego a principios de 1949. Sin embargo, no se logró una tregua debido a los desacuerdos sobre el proceso de desmilitarización. Tras considerables esfuerzos, la Comisión declaró su fracaso en diciembre de 1949.

## Antecedentes

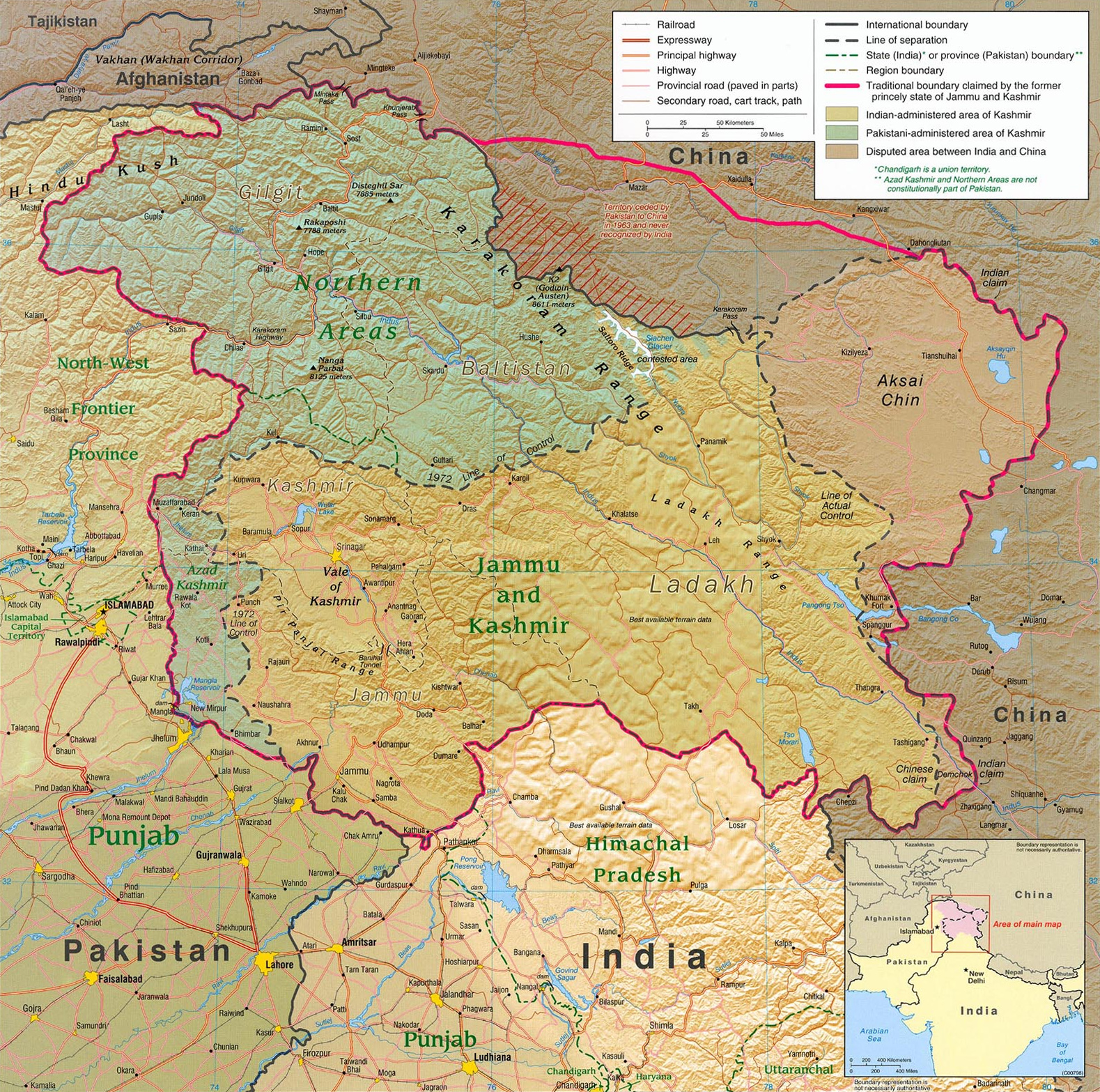
Mapa del antiguo estado principesco de Jammu y Cachemira

Antes de 1947, Jammu y Cachemira (Cachemira) era un estado principesco bajo la supremacía británica, gobernado por un maharajá hindú. Con la inminente independencia de India y Pakistán, los británicos anunciaron que la "British Paramountcy" caducaría y que los gobernantes de los estados principescos tenían la opción de unirse a uno de los dos nuevos países (llamado "adhesión") o de permanecer independientes. El Maharajá de Jammu y Cachemira optó por permanecer independiente, dada la composición étnica y religiosa mixta de la población del estado.
Tras un levantamiento en los distritos occidentales del estado y una invasión armada de las tribus pastunes de Pakistán, el Maharajá accedió a la India el 26 de octubre de 1947. La India inmediatamente levantó por aire las tropas en Cachemira al día siguiente.
El 1 de enero de 1948, la India llevó el asunto al Consejo de Seguridad de las Naciones Unidas bajo el Artículo 35 de la Carta de las Naciones Unidas, que permite a las naciones miembros llamar la atención de las Naciones Unidas sobre asuntos que ponen en peligro la paz internacional. Afirmó que nacionales y miembros de tribus pakistaníes habían atacado Jammu y Cachemira, que era territorio indio. Pidió al Consejo de Seguridad que impidiera al Pakistán continuar sus acciones. La India también declaró que, a pesar de que tenía en su poder la adhesión legal del Estado, estaba dispuesta a celebrar un plebiscito para confirmar los deseos del pueblo y acatar sus resultados. En respuesta, Pakistán negó su participación en el conflicto y formuló contraacusaciones alegando que la India había conseguido la adhesión del Estado mediante "el fraude y la violencia" y que estaba llevando a cabo un "genocidio" contra los musulmanes.
El 20 de enero de 1948, el Consejo de Seguridad aprobó la Resolución 39 que establecía una Comisión de tres miembros para investigar las denuncias. Sin embargo, dicha Comisión no se hizo realidad hasta mayo de 1948. Mientras tanto, el Consejo de Seguridad continuó sus deliberaciones y la guerra también continuó.

## Resolución 47
El 18 de marzo, la República de China presentó un nuevo proyecto de resolución en tres partes. La primera parte trataba del restablecimiento de la paz, pidiendo al Pakistán que retirara a sus nacionales. La segunda parte trata de la realización de un plebiscito para que el pueblo de Cachemira elija entre la India y el Pakistán. Se pidió a la India que creara una "Administración del Plebiscito" cuyos directores serían nombrados por el Secretario General de las Naciones Unidas pero funcionarían como funcionarios del Estado. La tercera parte trataba de la creación de una administración provisional para el estado que representara a todos los grupos políticos importantes del estado.
Durante el debate posterior, el proyecto se modificó considerablemente, y se hicieron varias concesiones al Pakistán a instancias de la delegación británica. La India expresó su disconformidad por las modificaciones.

### La Resolución
La resolución final aprobada consta de dos partes. La primera parte aumenta la fuerza de la Comisión a cinco miembros y le pide que proceda de inmediato al subcontinente indio para mediar entre la India y el Pakistán. La segunda parte trata de las recomendaciones del Consejo de Seguridad para restablecer la paz y realizar un plebiscito. Esto implicaba tres pasos.
- En el primer paso, se le pidió a Pakistán que hiciera "todo lo posible" para asegurar la retirada de todos los miembros de las tribus y los ciudadanos pakistaníes, poniendo fin a los combates en el estado.
- En el segundo paso, se le pidió a la India que "redujera progresivamente" sus fuerzas al nivel mínimo necesario para mantener el orden público. En ella se establecían los principios que la India debía seguir en la administración del orden público en consulta con la Comisión, utilizando personal local en la medida de lo posible.
- En la tercera etapa, se pidió a la India que velara porque todos los principales partidos políticos fueran invitados a participar en el gobierno del Estado a nivel ministerial, formando esencialmente un gabinete de coalición. A continuación, la India debería nombrar a un administrador de plebiscitos designado por las Naciones Unidas, que tendría una serie de facultades, entre ellas la de tratar con los dos países y garantizar un plebiscito libre e imparcial. Se deben tomar medidas para asegurar el retorno de los refugiados, la liberación de todos los prisioneros políticos y la libertad política.

La resolución fue aprobada por nueve votos contra ninguno. La Unión Soviética y Ucrania se abstuvieron.

### Comentarios
La resolución fue aprobada en virtud del Capítulo VI de la Carta de las Naciones Unidas (dedicado al "arreglo pacífico de controversias"). No consistió en directivas a las partes, sino en "recomendaciones". El ex diplomático de la ONU Josef Korbel afirma que esto vinculó a las partes solo "moralmente" pero no "jurídicamente". La resolución final del conflicto dependía de los gobiernos de India y Pakistán y de su buena voluntad.
El Consejo de Seguridad se abstuvo de tomar parte en la controversia. No condenó al Pakistán como agresor, como había pedido la India. Tampoco se refirió a la legalidad de la adhesión de Jammu y Cachemira. Korbel afirma que el Consejo de Seguridad podría haber pedido a la Corte Internacional de Justicia que emitiera una opinión consultiva sobre las cuestiones jurídicas. De haberse hecho así, el Consejo de Seguridad habría estado en una posición más fuerte para declarar que una de las partes estaba equivocada, y la gestión de la controversia habría sido más fácil.
En este caso, el enfoque del Consejo de Seguridad fue "tímido" en opinión de Korbel. Su evaluación de la controversia de Cachemira no fue realista, como se descubrió pronto, con prolongados debates, discusiones interminables y aplazamiento de las deliberaciones. Con el paso del tiempo, las tensiones y las divisiones políticas en Cachemira crecieron y la solución por medio de plebiscitos se hizo cada vez más difícil.
El embajador estadounidense ante la ONU, Warren R. Austin, también compartió la opinión. Pensó que la resolución, así como otras que la siguieron, eran poco realistas e ineficaces. Dependían de la buena voluntad de la India y el Pakistán que cooperaban con el Consejo de Seguridad y no le daban autoridad para imponer sanciones.
El Consejo de Seguridad consideró que el problema era principalmente una controversia política en lugar de examinar sus fundamentos jurídicos, en particular si la adhesión de Cachemira a la India era válida. Supuso implícitamente que la adhesión era válida pero incompleta, dependiendo de la ratificación del pueblo del Estado. Por lo tanto, pidió a los nacionales pakistaníes que se retiraran en primera instancia, pero sostuvo que el plebiscito era la solución definitiva. El especialista jurídico Sumathi Subbiah sostiene que la forma de abordar la situación como una disputa política en lugar de obligaciones jurídicas resultó ser demasiado débil para obligar a la India y al Pakistán a llegar a una solución definitiva.

### Recepción
Tanto la India como el Pakistán plantearon objeciones a la Resolución 47.
La India objetó en primer lugar que la resolución colocaba a la India y al Pakistán en pie de igualdad, ignorando la denuncia de la agresión pakistaní y la adhesión legal de Cachemira a la India. En segundo lugar, se opuso a la falta de permiso para mantener tropas en el estado para su defensa. También consideró que la exigencia de un gobierno de coalición pondría a Mohammed Abdullah, entonces primer ministro de Cachemira, en una posición imposible. Dijo que los poderes conferidos al Administrador del Plebiscito eran demasiado amplios y socavaban la soberanía del Estado. Consideró que las disposiciones relativas al retorno de todos los refugiados no son realistas. Por último, la India deseaba que se excluya al Pakistán de la realización del plebiscito.
El Pakistán se opone a la retención de las fuerzas indias en Cachemira, incluso al nivel mínimo permitido por la resolución. Quería una representación equitativa en el gobierno del Estado para la Conferencia Musulmana, el partido dominante de la Cachemira controlada por Pakistán. Los círculos del gobierno pakistaní consideraron que las deliberaciones del Consejo de Seguridad habían sido favorables al Pakistán, pero las propuestas finales fueron modificadas por Estados Unidos y Gran Bretaña para "apaciguar" a la India. Gran Bretaña fue objeto de críticas particulares.
Sin embargo, ambas partes dieron la bienvenida a la Comisión de la ONU y acordaron trabajar con ella.

## Comisión de la ONU
La Comisión de las Naciones Unidas para la India y el Pakistán (CNUPI), compuesta por cinco miembros, estaba formada por los representantes de Checoslovaquia (Josef Korbel), Argentina (Ricardo Siri), Bélgica (Egbert Graeffe), Colombia (Alfredo Lozano) y los Estados Unidos (Jerome Klahr Huddle). Su secretariado fue dirigido por Erik Colban, el embajador noruego en el Reino Unido, y el cuáquero británico Richard Symonds actuó como secretario de Colban.
Fuentes afirman que la atmósfera política tanto en la India como en Pakistán era hostil a la Comisión a su llegada al subcontinente en julio de 1948.

### Cese al fuego (1948)
Al llegar a Karachi, Pakistán informó a la Comisión de que tres brigadas de sus tropas regulares habían estado luchando en Cachemira desde mayo, lo que Josef Korbel describió como una "bomba". En Nueva Delhi, India afirmó que concedía la mayor importancia a una declaración de culpabilidad del Pakistán. Los combates en Cachemira no cesaron y la Comisión reconoció que el gobierno del jeque Abdullah en Jammu y Cachemira y el gobierno de Azad Cachemira en Muzaffarabad estaban comprometidos en una lucha irreconciliable.
El 13 de agosto de 1948, después de las discusiones con ambos gobiernos, la Comisión adoptó unánimemente una resolución en tres partes, enmendando y ampliando la Resolución 47 de la ONU.
- La primera parte trataba sobre el cese del fuego, pidiendo un completo cese de las hostilidades.
- La Parte II trataba de un acuerdo de tregua. En ella se pedía la retirada completa de las fuerzas combatientes del Pakistán, incluidos el ejército, las tribus y otros nacionales pakistaníes, y se afirmaba que el territorio evacuado sería administrado por las autoridades locales bajo la vigilancia de la Comisión. Tras la retirada del Pakistán, se esperaba que la India retirara el "grueso de sus fuerzas" reduciéndolas al nivel mínimo necesario para mantener el orden público.
- En la Parte III se afirmaba que, tras la aceptación del acuerdo de tregua, los dos países iniciarían consultas con la Comisión para decidir el futuro del Estado de acuerdo con la voluntad de la población.[21]

La estructura de la resolución es importante para la India. La estructura de tres partes reconocía implícitamente la "agresión" de Pakistán al hacer que el acuerdo de tregua precediera a la consulta sobre el futuro del Estado. Además, no se mencionó el plebiscito, lo que permitió otras posibles vías para determinar la voluntad del pueblo, como la elección de una asamblea constituyente. La India temía que un plebiscito incitara a las pasiones religiosas y desencadenara "fuerzas perturbadoras".
Si bien India aceptó la resolución de la Comisión, Pakistán formuló tantas reservas y cualificaciones que la Comisión consideró que "equivalía al rechazo". La Comisión supuso que la principal preocupación del Pakistán era garantía de un plebiscito libre e imparcial después de que cesen los combates. A continuación, elaboró un suplemento a su resolución de agosto en el que se esbozaban propuestas para la administración del plebiscito. Definió las funciones del Administrador del Plebiscito que, entre otras, decidiría la disposición final de las fuerzas de la India y de Azad Cachemira. La India objetó que se le pedía que hiciera más concesiones, aunque el Pakistán no había aceptado el acuerdo de tregua. Solicitó y obtuvo varias garantías, incluido un acuerdo de que no se vería obligado a participar en el plebiscito si el Pakistán no aplicaba las dos primeras partes de la resolución de agosto; y garantías de que las fuerzas de Azad Cachemira se disolverían antes del plebiscito.
A pesar de las reservas, preguntas y disensiones, los dos gobiernos aceptaron finalmente las propuestas, lo que condujo a un cese del fuego en Cachemira el 1 de enero de 1949. La Comisión incorporó el suplemento en una nueva resolución aprobada el 5 de enero de 1949.

### Tregua evasiva (1949)
La Comisión regresó al subcontinente en febrero de 1949 para aplicar los términos del cese al fuego, establecer un acuerdo de tregua y preparar un plebiscito. Korbel afirmó que la Comisión se enfrentó a "enormes dificultades".
La India insistió en la disolución de las "Fuerzas Azad" como "condición esencial" antes del plebiscito, que, según Korbel, fue una "sacudida" para la Comisión. De hecho, esto fue acordado en la ronda anterior. Sin embargo, la India parece haber adelantado el calendario. Las llamadas "Fuerzas Azad" estaban formadas por los soldados desmovilizados del ejército indio británico pertenecientes a los distritos de Poonch y Mirpur. Se rebelaron contra el Maharajá de Jammu y Cachemira antes de la invasión tribal. Después de la invasión, Pakistán organizó a los soldados en 32 batallones y los utilizó para luchar contra las fuerzas indias. Durante las discusiones sobre la tregua, Pakistán insistió en un equilibrio entre las fuerzas del Azad y las fuerzas del Estado, y exigió que se le permitiera entrenar a las fuerzas del Azad para que tomaran las posiciones que las fuerzas pakistaníes dejarían libres. Esto llevó a los indios a concluir que Pakistán tenía previsto reanudar las hostilidades tan pronto como comenzara la retirada de los indios. Por lo tanto, exigieron que la disolución de las fuerzas del Azad se produjera durante la propia etapa de tregua. Pakistán rechazó la demanda de disolución e insistió en la paridad entre las fuerzas del Azad y las del Estado. Pakistán también deseaba ver los planes detallados de la retirada de la India e insistió en que debía "sincronizarse" con la retirada pakistaní.
Después de múltiples rondas de propuestas de desmilitarización, que fueron rechazadas tanto por la India como por Pakistán, la Comisión propuso el arbitraje. Pakistán aceptó la propuesta de arbitraje, pero India la rechazó, diciendo que no era una cuestión de arbitraje sino de "decisión afirmativa e inmediata". La posición de la India era que no se podía hacer ninguna distinción entre el ejército pakistaní y las fuerzas del Azad. La Comisión admitió que las fuerzas del Azad tenían ahora una fuerza que cambiaba la situación militar y que dificultaba la retirada de la India, como se preveía en la resolución original.
Otra dificultad surgió con respecto a las "Áreas del Norte" (actual Gilgit-Baltistán). India exigió que, tras la retirada de Pakistán, esas zonas se devolvieran al gobierno de Jammu y Cachemira y que se permitiera a India defender sus fronteras. La Comisión aceptó la base legal de la demanda india pero temió que causara nuevos combates entre las fuerzas indias y las fuerzas locales. Propuso que las zonas fueran gobernadas por "autoridades locales" bajo la supervisión de la Comisión y que las fuerzas indias fueran enviadas solo si los observadores de la ONU le notificaban su necesidad. Este compromiso fue rechazado tanto por la India como por Pakistán.
La Comisión declaró su fracaso y presentó su informe final al Consejo de Seguridad el 9 de diciembre de 1949. Recomendó que la Comisión fuera sustituida por un único mediador; que el problema de la desmilitarización se considerara como un todo sin la necesaria secuencialidad de la resolución de agosto; que los representantes de la ONU tuvieran la autoridad para resolver los asuntos mediante arbitraje. El delegado checo presentó un informe de minoría en el que sostenía que la declaración de fracaso de la Comisión era prematura, que el problema de las fuerzas de Azad había sido subestimado y que las zonas septentrionales no recibían la atención adecuada.

## Resultados
El Consejo de Seguridad pidió a su delegado canadiense, el general A. G. L. McNaughton, que consultara informalmente a la India y Pakistán sobre un plan de desmilitarización. En el curso de su discusión, el 22 de diciembre de 1949, McNaughton propuso que tanto las fuerzas pakistaníes como las indias se redujeran a un nivel mínimo, seguido de la disolución de las Fuerzas de Azad y de las fuerzas del Estado. La India propuso dos enmiendas de gran alcance, rechazando de hecho las propuestas de McNaughton. Las propuestas McNaughton representaban una importante desviación de las resoluciones de la UNCIP, ya que no hacían ninguna distinción entre India y Pakistán. La India era reacia a tal ecuación.
A pesar de la aparente objeción de la India, el Consejo de Seguridad adoptó las propuestas de McNaughton en la Resolución 80 y nombró un mediador. La mediación también terminó en un fracaso.
En 1972, tras la guerra indo-pakistaní de 1971, la India y el Pakistán firmaron el Acuerdo de Simla, en el que acordaron resolver todas sus diferencias mediante negociaciones bilaterales. Desde entonces, los Estados Unidos, el Reino Unido y la mayoría de los gobiernos occidentales han apoyado este enfoque.
En 2001, el entonces Secretario General de las Naciones Unidas, Kofi Annan, durante su visita a la India y Pakistán, aclaró que las resoluciones sobre Cachemira son solo recomendaciones consultivas y no deben compararse con las relativas a Timor Oriental e Irak.
En 2003, el entonces presidente de Pakistán, Pervez Musharraf, anunció que Pakistán estaba dispuesto a "dejar de lado" la demanda de resoluciones de la ONU y explorar opciones bilaterales alternativas para resolver la disputa.